# Świniary Wielkie
Świniary Wielkie (deutsch: Groß Blumenau, bis 1894 Groß Schweinern) ist ein Ort der Stadt- und Landgemeinde Wołczyn in der Woiwodschaft Opole in Polen.

## Geographie
Świniary Wielkie liegt rund sechs Kilometer nordwestlich von Wołczyn, 20 Kilometer nordwestlich von Kluczbork (Kreuzburg) und etwa 53 Kilometer nördlich von Opole (Oppeln). Östlich fließt der Strumień Wołczyński (Konstädter Bach).
Nachbarorte von Świniary Wielkie sind im Nordwesten Szymonków (Simmenau), im Osten Krzywiczyny (Schönfeld) und im Südwesten Wierzbica Dolna (Deutsch Würbitz).

## Geschichte

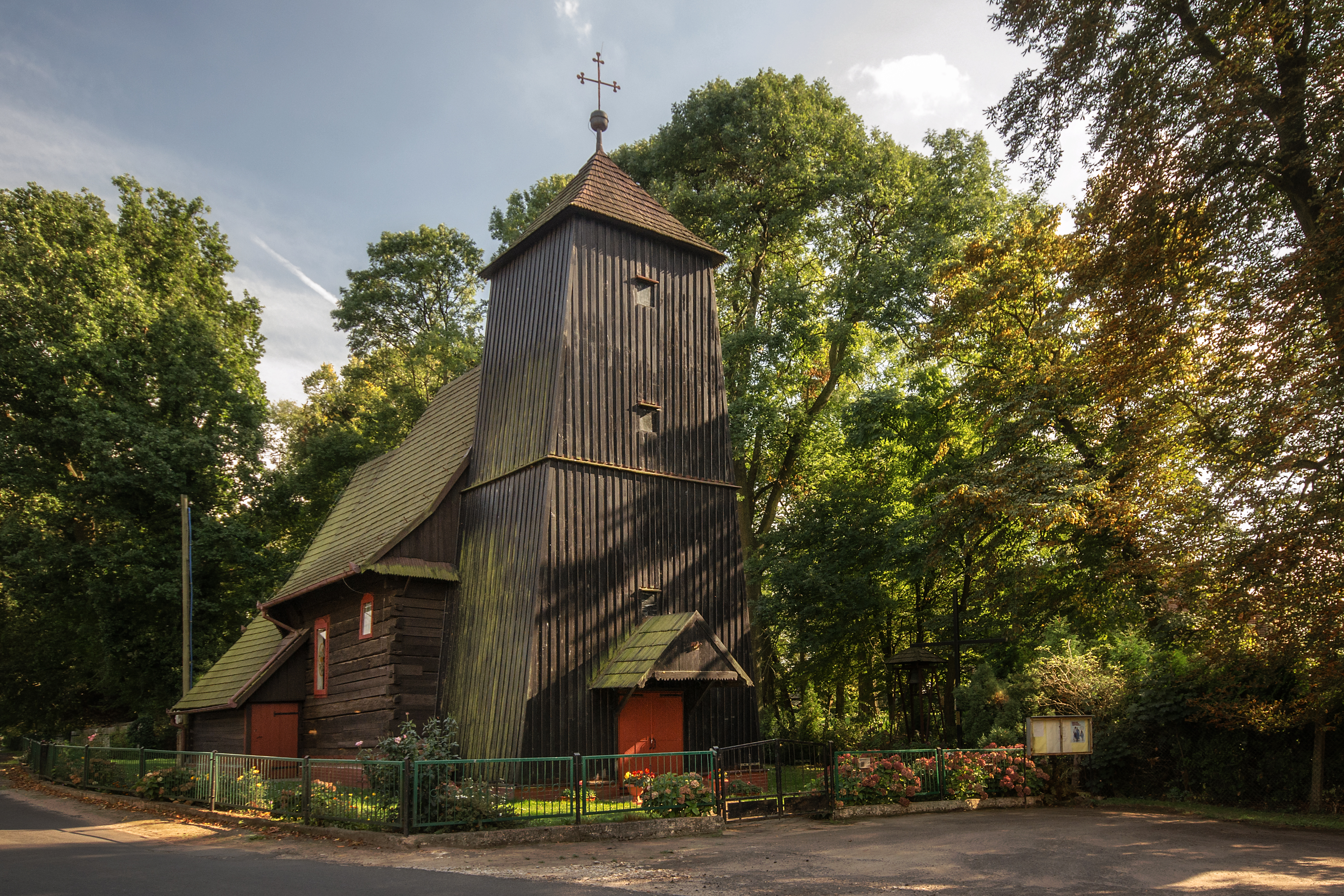
Schrotholzkirche St. Bartholomäus

1404 wird das Dorf erstmals als Desertum Sweyner erwähnt. 1410 erfolgte eine Erwähnung als Wustin Sweiner.
1672 wurde eine erste Kirche im Dorf erbaut.
1845 bestand das Dorf aus einer katholischen Kirche, einem Schloss und weiteren 20 Häusern. Im gleichen Jahr lebten in Groß Schweinern 186 Menschen, davon waren 44 katholisch. 1861 lebten in Groß Schweinern 149 Menschen. 1874 wurde der Amtsbezirk Deutsch Würbitz gegründet, zu dem Groß Schweinern gehörte. 1885 lebten im Ort 415 Menschen. Um 1894 erfolgte die Umbenennung des Dorfes in Groß Blumenau.
1933 lebten in Groß Blumenau 345, 1939 wiederum 321 Menschen. Bis 1945 gehörte das Dorf zum Landkreis Kreuzburg O.S.
Als Folge des Zweiten Weltkriegs fiel Groß Blumenau 1945 wie der größte Teil Schlesiens unter polnische Verwaltung. Nachfolgend wurde der Ort in Świniary Wielkie umbenannt und der Woiwodschaft Schlesien angeschlossen. 1950 wurde es der Woiwodschaft Oppeln eingegliedert. 1999 kam der Ort zum neu gegründeten Powiat Kluczborski (Kreis Kreuzburg).

## Sehenswürdigkeiten
- Die Schrotholzkirche St. Bartholomäus (poln. Kościół drewniany pw. Św. Bartłomieja) wurde 1762 erbaut. Bereits ab 1672 stand an gleicher Stelle eine Kirche. Der Glockenturm besitzt einen rechteckigen Grundriss sowie ein Zeltdach. Die Glocke stammt aus dem Jahr 1622. Der barocke Hauptaltar stammt aus dem Jahr 1698. Etwa aus der gleichen Zeit stammt die Kanzel, die im Stil der Renaissance errichtet wurde.[6] Die Kirche steht seit 1954 unter Denkmalschutz.[7]
- Das Schloss Groß Blumenau wurde zu Beginn des 19. Jahrhunderts im klassizistischen Stil erbaut. Das einstöckige Gebäude besitzt einen rechteckigen Grundriss. Es befindet sich heute im Privatbesitz.[8]
- Der 1,95 Hektar große Schlosspark besitzt eine Vielzahl an alten Bäumen.

## Persönlichkeiten
- Hans Friedrich von Wentzky und Petersheyde (1763–1851), preußischer Landrat